# 彼得·隆巴德二世
彼得·隆巴德二世（英語：Peter Lombard II，1976年5月24日—）是一位关岛自行车运动员，目前效力于UCI洲際巡迴賽车队EuroCyclingTrips。他曾参加2016年夏季奧林匹克運動會的山地自行车男子越野赛。在比赛中，他发生了两次坠车事故，被迫退出比赛。除了自行车运动员身份，他还是一名眼科医生，并拥有自己的诊所——隆巴德眼科健康诊所。

## 生平

### 早年生活与教育
彼得·隆巴德二世于1976年5月24日出生在关岛，父亲是加布里埃尔·隆巴德（Gabriel Lombard），母亲是凯瑟琳·隆巴德（Kathleen Lombard）。他就读于图蒙的圣约翰学校。1995年至1998年，隆巴德就读于美国海军学院，成绩优异，获得了4.0的绩点平均分，并成为毕业生代表。在学院期间，隆巴德参加了体操队，并担任了队长职务。在1998年，他获得了CoSIDA颁发的Academic All-America第一队荣誉称号。
随后，他在约翰斯·霍普金斯大学医学院学习，并成为一名眼科医生，创办了自己的诊所——隆巴德眼科健康诊所。隆巴德有一个女儿，名为艾莉娅（Aleia）。大约在2001年，他开始骑自行车，并参加三项全能比赛。回到医学院后，他加强了自己的训练计划
。

### 奥运会前夕
在2016年2月，隆巴德获得了2016年关岛全国山地自行车冠军（Guam National MTB Champion）。这次胜利使他有资格参加一个月后在新西兰举行的UCI大洋洲山地自行车越野锦标赛（UCI Oceania Mountain Bike Cross Country Championship）。澳大利亚、新西兰和关岛都有运动员获得该赛事的参赛资格。
隆巴德是唯一一位凭实力取得2016年夏季奧林匹克運動會参赛资格的关岛运动员。为了有更多的时间进行训练，他调整了工作计划，并请了一周假期在日本的山区进行训练。

### 2016年夏季奥林匹克运动会
隆巴德未能在奥运会上取得名次。由于自行车脚踏板存在问题，他很难把脚固定在踏板上。下雨导致赛道非常湿滑，选手们不得不下车推行自行车。而踏板故障使得隆巴德难以重新骑上自行车，在第一圈和第二圈分别都发生了坠车事故。第二次坠车后，他被迫退出比赛。摩托车将他从赛场上拉走后，他来到了一个山顶，不知道该去哪里。他决定为继续比赛的自行车选手们加油助威，这一举动引起了观众的注意，也受到了热烈的欢迎。隆巴德是五名没有完成比赛的运动员之一。谈及自己的奥运经历时，他表示：“我很高兴比赛结束了，也很庆幸自己安然无恙。”

### 奥运会后
在前往里约参与奥运会前，隆巴德也发生过一些坠车事故。奥运会结束后，他发现自己的脊柱有严重问题。在返回关岛后，他接受了注射治疗并休息了一段时间，但为了改善生活质量，还需要进行脊柱融合手术并大量休息。他表示希望重返赛场。